# Monaster Wniebowstąpienia Pańskiego w Perejasławiu
Monaster Wniebowstąpienia Pańskiego – męski klasztor prawosławny w Perejasławiu, w eparchii boryspolskiej Ukraińskiego Kościoła Prawosławnego Patriarchatu Moskiewskiego.
Monaster został wzniesiony z inicjatywy hetmana Iwana Mazepy w latach 1696–1700 w stylu baroku kozackiego. Mazepa przekazał również mnichom Ewangeliarz peresopnycki Kompleks jego zabudowań był następnie sukcesywnie rozbudowywany: w latach 1753–1757 wybudowano gmach kolegium (działającego od 1735), zaś w latach 1770–1776 trójkondygnacyjną dzwonnicę. W 1753 jednym z wykładowców kolegium był Hryhorij Skoworoda. Obiekt zajmowany dawniej przez szkołę został w 1972 zaadaptowany na muzeum poświęcone tej postaci.
Główny sobór klasztoru jest świątynią jednokopułową. Wzniesiony w stylu barokowym, jest bogato dekorowany rzędami pilastrów i wnęk oraz płaskorzeźbami z motywami gwiazd, liści akantu i masek. Od 1975 wnętrze świątyni, w którym nie zachowało się wyposażenie liturgiczne, zajmuje muzeum bitwy o Dniepr. Wyeksponowano w nim przedmioty i dokumenty należące do uczestników bitwy oraz urządzono galerię portretów osób, które otrzymały tytuły Bohaterów Związku Radzieckiego za udział w niej. Głównym elementem ekspozycji jest obraz o wymiarach 28 na 7 metrów ukazujący w sposób panoramiczny walki o Dniepr.
10 lutego 2011 Synod Ukraińskiego Kościoła Prawosławnego Patriarchatu Moskiewskiego ogłosił ponowne otwarcie monasteru.